# Miha Valič
Miha Valič, slovenski biolog in alpinist, * 4. november 1978, † 4. oktober 2008, Cho Oyu.
Valič je bil gorski vodnik z mednarodno licenco IFMGA, gorski reševalec in vodnik reševalnega psa - Uke, s katero je na več svetovnih prvenstvih zasedel vidne uvrstitve. 
25. decembra 2006 je začel projekt, v katerem se je povzpel na 82 evropskih štiritisočakov v 82 dneh. Projekt je končal 7. aprila 2007, zaradi slabega vremena se je projekt podaljšal na 102 dneva. S tem dosežkom je Valič kot prvi v eni zimski sezoni osvojil vse evropske štiritisočake (po seznamu UIAA). Leta 2006 je na oddelku za biologijo Biotehniške fakultete v Ljubljani diplomiral z raziskavo »Flora praprotnic in semenk Severne triglavske stene«. 
Miha Valič je bil sin slovenskega dramskega igralca Aleša Valiča in slovenske dramske igralke Stanislave Bonisegne.

## Pomembnejši alpinistični vzponi v Sloveniji in Evropi
- Triglav, Jugova steber z Obrazom sfinge, IX/V, 1000m
- Triglav, Bergantova s Čopovim stebrom IX-/VI, 1000 m
- Triglav, Metropolis VIII/VII+, 350 m, 1. ponovitev
- Triglav, Na drugi strani časa VIII/VII, 300 m, 1. PP
- Osp, Črna burja 7c, 140 m
- Mont Blanc, Klasična smer v Centralnem stebru Freneyev VI, A1, 500 m
- Mont Blanc, Divine Providence in Peutereyski greben VII, A2, 900 m
- Paklenica, Bubamara 7c/c+, 350 m
- Travnik, Travniška grapa IV, M6, 90°/55°, 800 m
- Vršac, Beli trak IV/5+, 400 m

## Odprave
Bolivija 1997
- SZ steber V/III-IV, 40°-50°, 1000 m, Pico del Norte 6100 m, Bolivia, 1. ponovitev
- Condoriri North (5700 m) and South (5532 m), do 60° and III+ v skali, solo Grosse Mauer V+, 500 m, prvenstvena smer

Peru 2000
- Tocllaraju 6032 m, Peru
- Alpamayo 5947 m, Peru

Janak Himal, Nepal 2002
- Empty thermos VI,4+,70°/40°-60°, 1200 m, Patibara Sud 6702 m, Himalaja, prv.
- Težka Breda do 55°, skala IV, 1200 m, Patibara Sud 6702 m, v sestopu

Yosemite, ZDA 2003
- Astroman 5.11c, 370 m, Washington Coloumn, prosta ponovitev
- Regular route 5.12b (7b), 650 m, Half Dome, prosta ponovitev
- Freerider 5.12d/13a (7c/c+), 1200 m, El Capitan, prosta ponovitev

Karakoram, Pakistan 2004
- Woolums-Selter, 1200 m, skala III, 80°/40°-60°, Great Trango Tower 6287 m
- Chota Badla, 450 m, VII,A2/VI,A1,70°, Trango Monk 5850 m, prvi vzpon na zadnji neosvojeni vrh v skupini trango
- Eternal Flame, VIII-,A2,WI4, 1000 m, Nameless Tower 6251 m, prvi vzpon v alpskem stilu

Kula Kangri, Tibet 2005
- Aklimatizacijska vrhova 6442 m and 6545 m, zaradi slabega vremena glavni cilj odprave Severna stena Kula Kangri ni bil realiziran

Patagonija 2006
- West Ridge Integral, VIII/VI, 800 m, Aguja Rafael 2482 m
- Ensueno, VII+, A1/VI, 1600 m, Fitz Roy 3375 m, 1. ponovitev, alpski stil
- Claro Di Luna, VII+/VI+, Aguja Saint Exupery 2558 m

## Športno plezanje
- Cerko 8b; Vipavska Bela
- Mrtvaški ples 8b; Mišja peč
- Lahko noc, Irena 8b; Mišja peč
- Calvo Potron 7c+ na pogled; El Chorro
- Hamunapira 7c+ na pogled; El Chorro